# Amaya (ópera)
Amaya es una ópera en tres actos y un epílogo con música de Jesús Guridi y libreto de José María Arroita Jáuregui (traducido al euskera por José Arrue), basado en la novela Amaya o los vascos en el siglo VIII, de Francisco Navarro Villoslada. Se estrenó el 22 de mayo de 1920 en el Coliseo Albia de Bilbao.

## Personajes
| Personaje                                   | Voz          | Intérpretes del estreno (dir.: Juan Lamote de Grignon) |
| ------------------------------------------- | ------------ | ------------------------------------------------------ |
| Amaya (princesa vasca)                      | soprano      | Ofelia Nieto                                           |
| Amagoya(su tía, sacerdotisa pagana)         | mezzosoprano | Aga Lahowska                                           |
| Asier (su hijo, prometido de Amaya)         | bajo         | Celestino Aguirresarobe                                |
| Teodosio (noble cristiano, amante de Amaya) | Tenor        | Isidoro de Fagoaga                                     |
| Miguel (su padre, noble navarro)            | barítono     | Gabriel Olaizola                                       |
| Plácida (madre de Teodosio)                 | mezzosoprano |                                                        |
| Olalla (hermana de Teodosio)                | mezzosoprano |                                                        |
| Invitados a la boda                         |              |                                                        |

## Grabación
Hay una grabación dirigida por Theo Alcántara. Intérpretes: Rebecca Copley  (Amaya), Marianne Cornetti (Amagoia), Itxaro Mentxaka (Plácida/Olalla), César Hernández  (Teodosio), Rosendo Flores (Asier), Carlos Conde (Miguel), Carlos Conde (Mensajero), Ángel Pazos  (Uchin), Ángel Pazos (Primer pastor), Carlos Conde (Segundo pastor), Ángel Pazos (criado), Gorka Robles  (Un anciano), Ángel Pazos  (Una voz). Orquesta Sinfónica de Bilbao y Sociedad Coral de Bilbao. Grabado en directo. Marco Polo, 1998.